# 一酸化ゲルマニウム
一酸化ゲルマニウム（いっさんかゲルマニウム、GeO）は、ゲルマニウムと酸素の化合物。GeO2とGe金属を反応させることで1000℃で黄色の昇華物として調製することができる。黄色の昇華物は650℃で加熱すると茶色に変化する。GeOはあまりよく特徴が知られていない。両性であり、酸に溶解してゲルマニウム(II)塩を形成し、アルカリに溶解してGe(OH)3−イオンを含む「トリヒドロキソゲルマネート」または「ゲルマナイト」を形成する。

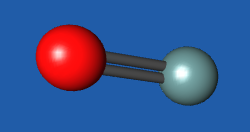
一酸化ゲルマニウム(II)

## 化学的特性
GeとGeO2に分解する。